# David Bermudo Rubio
David Bermudo (Santa Coloma de Gramenet, 14 de gener de 1979) és un futbolista català. Ha estat internacional en categories inferiors amb la selecció espanyola.

## Trajectòria
Sorgit del planter del FC Barcelona, aplegaria a debutar a Segona Divisió amb el filial blaugrana a la temporada 98/99. La temporada 00/01 va formar part del planter del primer equip, però no va arribar a debutar en Lliga. Sí que ho faria a la Copa del Rei.
En busca d'oportunitats, el 2001 marxa al CD Tenerife, on es produeix el seu debut a primera divisió. Juga 12 partits i els canaris perden la categoria. No gaudiria de massa oportunits a Tenerife i a Algesires, on seria cedit la 03/04.
La temporada 05/06 s'incorpora a la UD Almería, amb qui juga 24 partits, que es reduirien a tan sols cinc a la campanya següent, en la qual els andalusos assoleixen l'ascens. El català no continuaria i descenderia a Segona B, per militar al Pontevedra CF, on roman dues campanyes abans de fitxar pel CE Sabadell.

## Selecció
Va ser Campió del Món sub-20 amb la selecció espanyola, títol aconseguit al Mundial 1999 celebrat a Nigèria.